# رباط تهیگاهی‌رانی
رباط خاصره‌ای رانی یا ایلیوفمورال (به انگلیسی: Iliofemoral ligament) یکی از رباط‌های مفصل ران بوده که سه گوش و به شکل Y معکوس است. این رباط ضخیم و بسیار قوی است. رباط خاصره‌ای رانی در جلوی کپسول مفصلی مفصل ران قرار می‌گیرد و دارای یک راس مشترک و دو باند خارجی و داخلی است.
راس رباط به خار خاصره‌ای جلویی تحتانی، باند خارجی به انتهای فوقانی خط بین تروکانتری (خط اینترتروکانتریک) و باند داخلی به انتهای تحتانی خط بین تروکانتری متصل می‌گردد. باندهای داخلی و خارجی قوی و محکم هستند. باند خارجی مسیری مایل و باند داخلی تقریباً مسیری عمودی دارد.
رباط خاصره‌ای رانی، به‌طور عمده از حرکات چرخش داخلی (اینترنال روتیشن) و صاف کردن (اکستانسیون) مفصل ران جلوگیری می‌کند. 

## نگارخانه

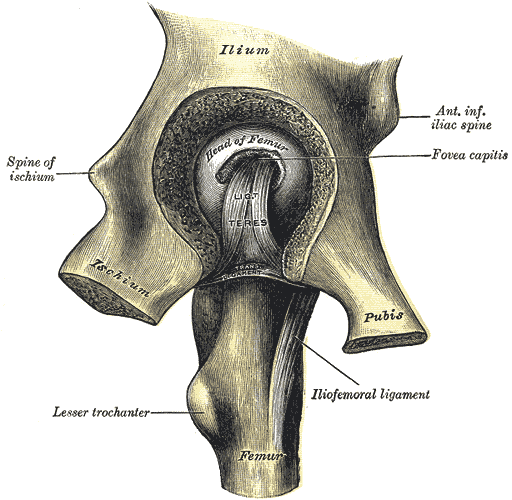
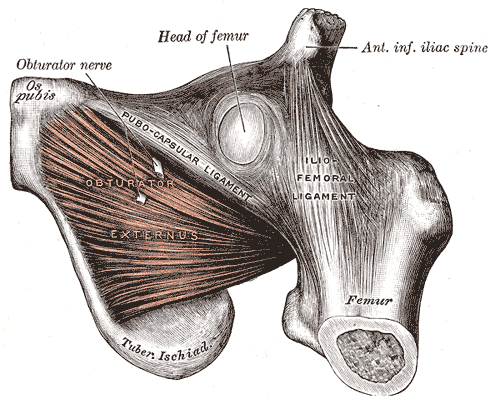
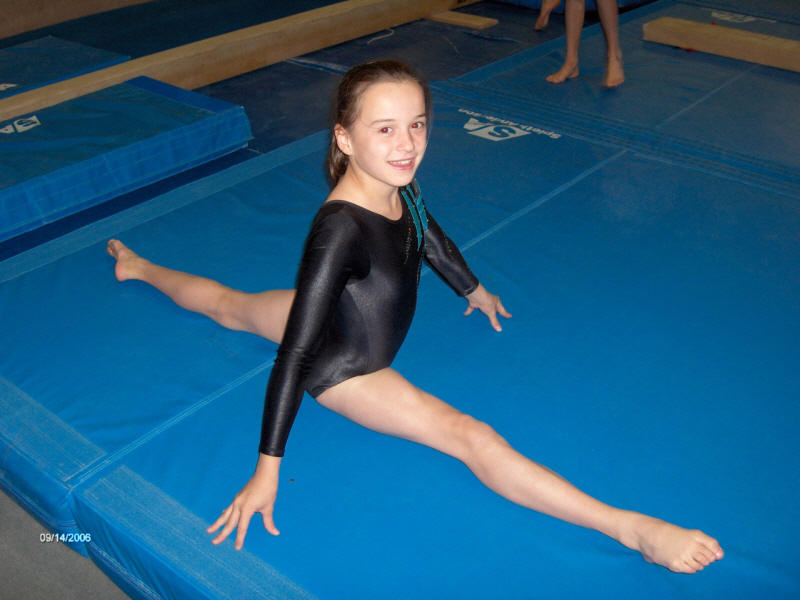
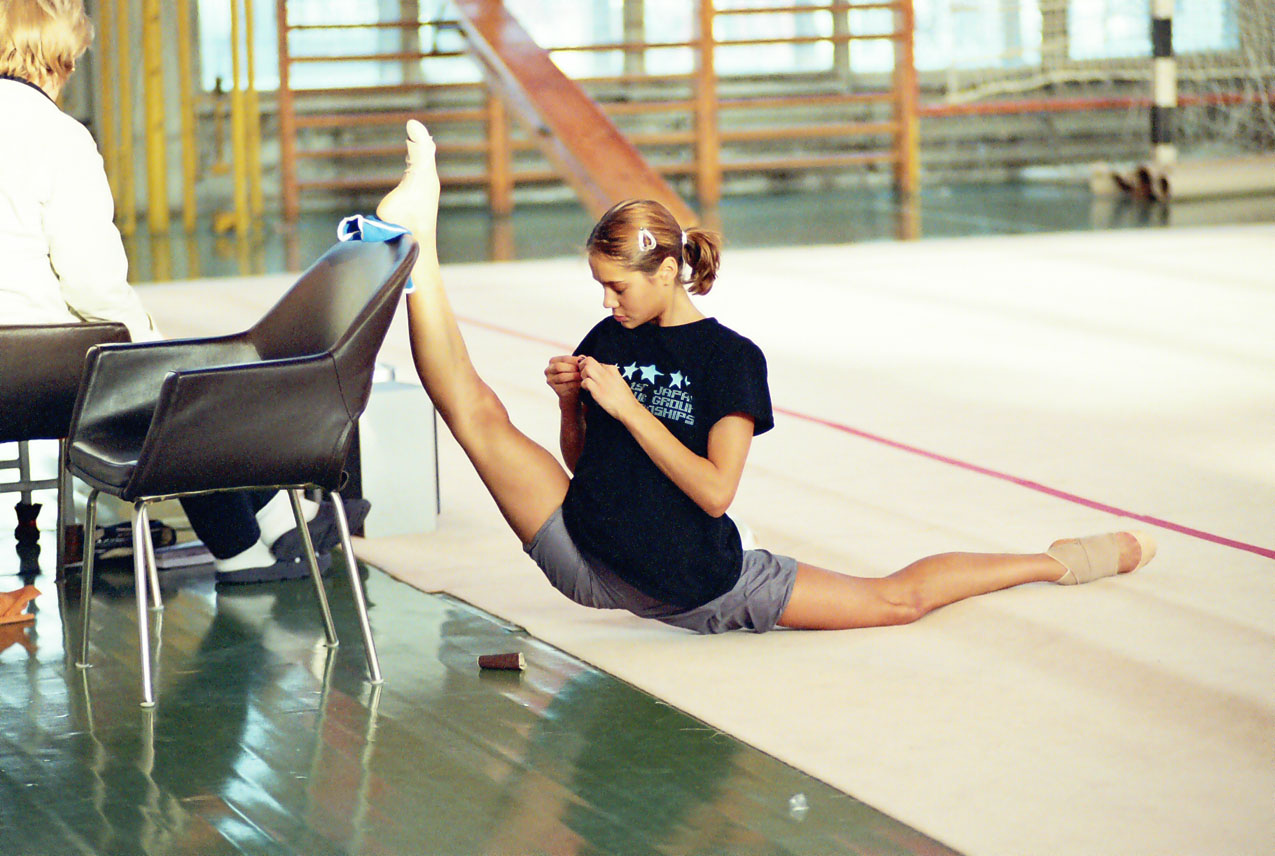